# Bauhaus (gran superfície comercial)
Bauhaus és una companyia alemanya referent i especialista en productes per a la llar, articles de ferreteria, bricolatge i jardineria.

## Història
Creada el 1960 per Heinz-Georg Baus, va ser la primera empresa que va introduir a Europa un concepte totalment revolucionari: el fet que el client podia trobar en un mateix establiment un ampli assortiment de productes de diferents especialitats.

## L'expansió de Bauhaus a Europa
El seu primer establiment a Mannheim (Alemanya), de 250 m2, va ser l'impulsor d'aquest nou model de negoci que avui dia és un èxit a tot Europa, on BAUHAUS compta, pel cap baix, amb uns 250 establiments que donen feina a més de 17 000 persones, més de 1100 de les quals a Espanya.
Amb presència a 18 països —Bulgària, Dinamarca, Estònia, Finlàndia, Islàndia, Croàcia, als Països Baixos, Noruega, Alemanya, Àustria, Suècia, Suïssa, Eslovènia, Espanya, la República Txeca, Turquia i Hongria— BAUHAUS ofereix actualment més de 120 000 productes dividits en 15 seccions.
A Espanya BAUHAUS va arribar fa 30 anys, i actualment hi té 11 centres: Barcelona, Gavà, Girona, Madrid, Alcorcón (Madrid), Màlaga, Mallorca, Tarragona, Alfafar (València), Paterna (València) i Saragossa. A més, té la seva botiga en línia.